# Нородом Сихамони
Нородом Сихамони (кмер. នរោត្តម សីហមុនី; 14. мај 1953), је монарх на челу Краљевине Камбоџе.
Пре него што је постао краљ био је амбасадор Камбоџе при Унеску. Такође био је инструктор плеса. Када је његов отац Нородом Сиханук абдицирао, деветочлани крунски савет је одлучио да нови краљ буде Сихамони. Није ожењен и нема деце, али ово не представља проблем како краља бира крунски савет.
Његово име је спојено од почетних слогова имена његових родитеља - Сиханук и Монинет.
По вероисповест је будиста тј. Теревада будизам